# التهاب نایژک
به التهاب نایژک‌ها که کوچک‌ترین معابر تنفسی در ریه‌ها هستند، التهاب نایژک یا برونشیولیت (به انگلیسی: Bronchiolitis) گفته می‌شود. این بیماری بیشتر در کودکان کمتر از ۲ سال رخ می‌دهد و در بین کودکان سه تا شش‌ماهه بیشتر دیده می‌شود. علائم این بیماری سرفه، خس خس و تنگی نفس است که موجب ایجاد مشکل تغذیه‌ای در برخی از کودکان می‌شود.

## بیماری‌زایی و شیوع
التهاب نایژک در کودکان زیر دو سال و شیرخواران شایع تر است و یکی از شایعترین علل بستری نوزادان است. شایعترین عامل التهاب نایژک ویروسها (به خصوص ویروس سنسیشیال تنفسی و پارا آنفولانزا) هستند ولی عواملی مانند باکتریها، قارچها و سایر علل نیز می‌توانند باعث التهاب نایژک شوند. گاهی التهاب نایژک تنها نیست بلکه با التهاب سایر بخش‌های سیستم تنفسی مانند ریه (سینه‌پهلو)، برونش‌ها (برونشیت) و… نیز همراه است در این موارد علائم و درمانی مشابه سینه‌پهلو دارد.

## علائم التهاب نایژک
تشخیص التهاب نایژک، یک تشخیص بالینی است و بر مبنای تاریخچه بیمار و معاینه فیزیکی انجام می‌شود. علایم شاخص عبارتند از آبریزش بینی، تندنفسی، سرفه، خس‌خس سینه، کراکل و کشیده شدن پره‌های بینی به همراه استفاده از عضلات فرعی تنفس.
معمولاً ابتدا کودک علائم سرماخوردگی مانند سرفه، رینیت حاد، آبریزش بینی را دارد. بعد از دو سه روز بروز مشکل ناگهانی در تنفس، خس خس سینه، تنفس تند و سطحی (تا ۶۰ بار در دقیقه)، به درون کشیده شدن فضاهای بین دنده‌ای و نیز شکم (حرکات الاکلنگی)، سرفه، تب، ویز و کراکل در سمع ریه، کشیده شدن پره‌های بینی به همراه استفاده از عضلات فرعی تنفس و… ایجاد می‌شود.
برای رسیدن به تشخیص، معمولاً نیاز به بررسی آزمایشگاهی و رادیولوژیک نیست.

## درمان
در مواردی که عامل بیماریزا ویروس باشد درمان آنتی بیوتیکی ضرورت ندارد و فقط علائم بیماری مانند تب و خس خس سینه درمان می‌شوند. تجویز مایعات کافی، ساکشن مجاری هوایی فوقانی، دادن مایعات کافی و تجویز اکسیژن نیز گاهی لازمند.
برونکودیلاتورها، کورتیکواستروئیدها و ریباویرین توسط برخی پزشکان تجویز می‌شوند، اما شواهد اندکی برای حمایت از استفاده از این داروها وجود دارد.